# Cardiophorus tokgajevi
Cardiophorus tokgajevi là một loài bọ cánh cứng trong họ Elateridae. Loài này được Dolin miêu tả khoa học năm 1977.